# کرومووو
کرومووو (به بلغاری: Krumovo) یک منطقهٔ مسکونی در بلغارستان است که در استان پلوودیو واقع شده‌است.
 کرومووو ۱۹٬۲۶۹ کیلومتر مربع مساحت و ۲٬۷۰۸ نفر جمعیت دارد و ۱۶۰ متر بالاتر از سطح دریا واقع شده‌است.